# Messehalle (Innsbruck)

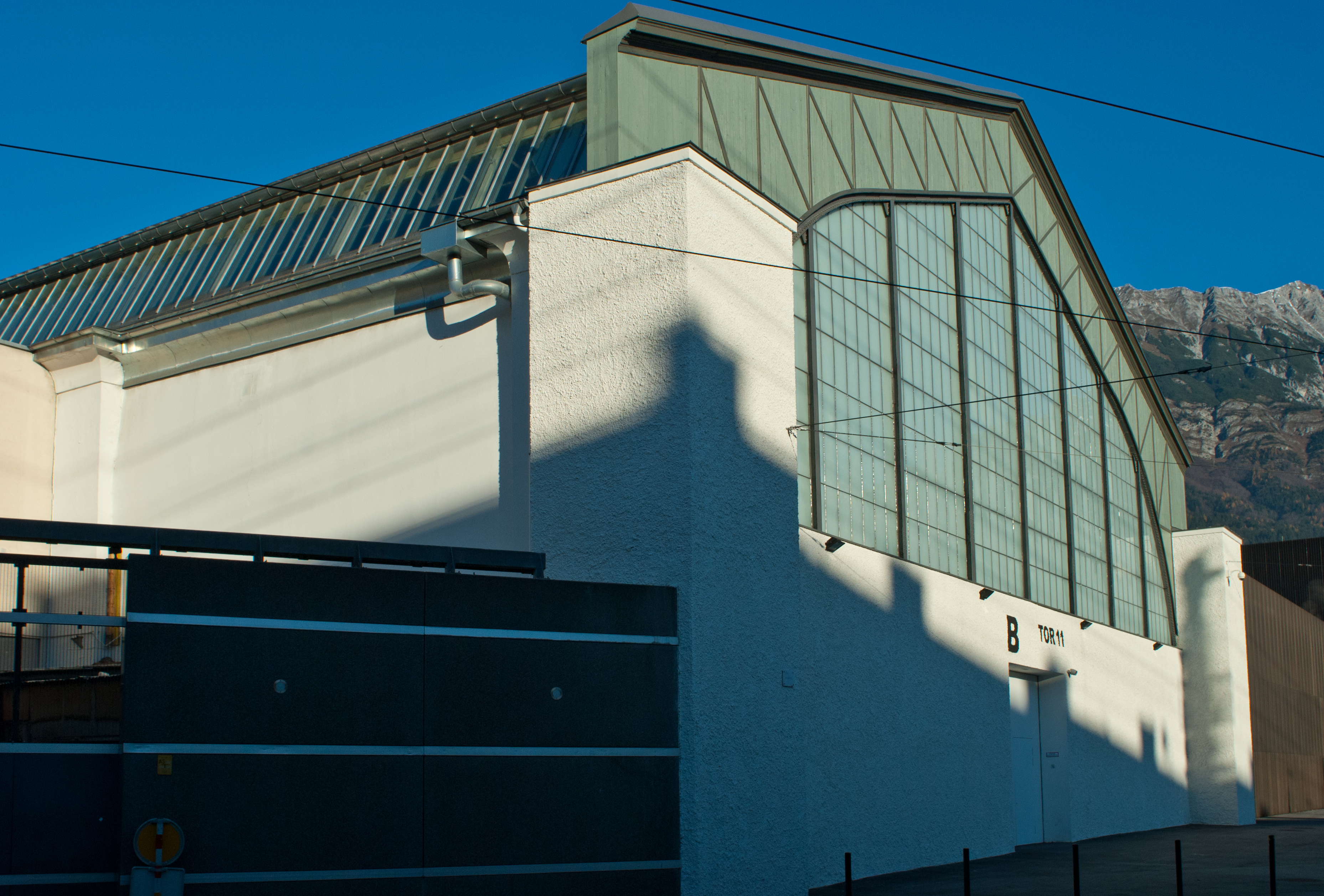
La Messehalle.

La Messehalle est un centre de conventions accueillant également des événements sportifs situé à Innsbruck, en Autriche.
Certains matchs de hockey sur glace des Jeux olympiques d'hiver de 1964 et de 1976 s'y sont déroulés.